# Nicolas de Pigage
Nicolas de Pigage (n. 3 august 1723, Lunéville – d. 30 iulie 1796, Schwetzingen) a fost un arhitect din Ducatul Lorena. În anul 1743 a început să studieze la École Militaire din Paris, iar un an mai târziu la Académie Royale d'Architecture, unde a studiat cu Jacques-François Blondel. Electorul Carl Theodor l-a chemat la  reședința Palatinatului, la Mannheim, iar în anul 1752 a obținut funcția de inginer-șef.
Sub conducerea lui Pigage a fost ridicat între 1755 până la 1773 castelul Benrath. În timpul construcției, Nicolas de Pigage a fost numit în anul 1762 director peisagist al Palatinatului Elector. El a colaborat la construirea castelului princiar din Mannheim și a castelului Schwetzingen. La Castelul Mannheim a realizat între 1750 și 1760 aripa de est.
Pigage este arhitectul arcului de triumf Karlstor din Heidelberg și al arcului de triumf Speyerer Tor din Frankenthal, Renania-Palatinat. 